# Liste der Kulturdenkmäler in Buchet
In der Liste der Kulturdenkmäler in Buchet sind alle Kulturdenkmäler der rheinland-pfälzischen Ortsgemeinde Buchet einschließlich der Ortsteile Halenfeld und Niederlascheid aufgeführt. In den Ortsteilen Alferberg, Steinbach und Weidinger sind keine Kulturdenkmäler ausgewiesen. Grundlage ist die Denkmalliste des Landes Rheinland-Pfalz (Stand: 27. Juni 2022).

## Einzeldenkmäler
| Bezeichnung   | Lage                                                      | Baujahr         | Beschreibung                                                                                    | Bild                           |
| ------------- | --------------------------------------------------------- | --------------- | ----------------------------------------------------------------------------------------------- | ------------------------------ |
| Portal        | Buchet, In der Jennenbach, an Nr. 7 Lage                  | 1791            | barockes Oberlichtportal, bezeichnet 1791, Türblatt in späten Jugendstilformen, wohl um 1920/30 | BW                             |
| Tranchotstein | Buchet, nordöstlich des Ortes auf dem Schwarzen Mann Lage | um 1800         | Tranchotstein; Kegelstumpf, um 1800                                                             | weitere Bilder Fotos hochladen |
| Vierhöfestein | Buchet, nordöstlich des Ortes beim Schwarzen Mann Lage    | 18. Jahrhundert | Grenzstein, 18. Jahrhundert                                                                     | BW                             |
| Wegekreuz     | Halenfeld, bei Nr. 8 Lage                                 | 1721            | barockes Schaftkreuz, nahezu vollplastischer Korpus, bezeichnet 1721                            | BW                             |
| Wohnhaus      | Niederlascheid, Nr. 3 Lage                                | 1756            | Wohnhaus mit ehemaliger Flurküche, bezeichnet 1756, Pultdachanbau jünger                        | BW                             |